# Itziar
Itziar és un nom propi femení d'origen basc. Es tracta del nom d'un barri de la localitat guipuscoana de Deba, on s'alça un santuari d'advocació mariana. La verge que es troba en aquest santuari data del segle xiii. Segons l'Idescat, a data de juliol de 2010 a Catalunya hi havia 696 dones amb aquest nom, essent el 417è en el rànquing de noms femenins.